# Heerlijkheid Welzheim
Welzheim was een tot de Frankische Kreits behorende heerlijkheid binnen het Heilige Roomse Rijk.
In 1181 werd Welzheim voor het eerst vermeld. De heren van Welzheim waren ministerialen van de Hohenstaufen. Na het uitsterven van de Hohenstaufen kwam Welzheim aan de familie Rechberg, die het in 1335 aan de Schenkers van Limpurg verkochten. 
In 1374 werd de helft van Welzheim leen van het hertogdom Württemberg en in 1418 de gehele heerlijkheid.
Na het uitsterven van Limpurg in 1713 kwam de heerlijkheid aan Württemberg. Hertog Everhard Lodewijk schonk de heerlijkheid in 1718 aan zijn maîtresse, Wilhelmina van Grävenitz en haar broer Willem Frederik von Grävenitz. Deze kregen in 1726 voor de heerlijkheid een zetel en een stem in de Frankische Kreits en in het college van graven in Franken van de Rijksdag. Na de val van Grävenitz in 1734 werd Welzheim bij de domeinen van Württemberg gevoegd.